# Telegram (application)
Pour l’article ayant un titre homophone, voir Le Télégramme.
Telegram (ou Telegram Messenger) est une application et un service de messagerie instantanée multiplateforme en freemium hébergé dans un cloud. Le siège social de Telegram est situé à Dubaï.
L'application cliente est gratuite, libre, sous licence GPLv3, disponible sur smartphone (Android et iOS) ainsi que sur ordinateur (Windows, macOS et Linux) et en tant qu'application web. Les utilisateurs peuvent échanger messages, photos, vidéos et documents sans limite de taille. Le logiciel serveur est propriétaire, ce qui conduit certains cryptologues à critiquer une « sécurité par l'obscurité », jugée inférieure à la publication du système de chiffrement utilisé (ce qui permet de publier les éventuelles failles).
Par défaut, l'application n'utilise pas le chiffrement de bout en bout entre interlocuteurs, mais plutôt un chiffrement entre l'application et les serveurs Telegram, ces derniers ayant accès au contenu des messages échangés (ils sont stockés dans un cloud). Un chiffrement de bout en bout reste possible en option, à condition de l'activer explicitement au début de chaque conversation.
En 2024, la plateforme revendique 900 millions d'utilisateurs, et vise la même année son premier milliard. En mars 2025, l'application aurait franchi la barre symbolique du milliard d'utilisateurs mensuels, devenant ainsi la seconde messagerie instantanée la plus populaire derrière WhatsApp.
Le revenu généré par l'application pour l'année 2024 serait équivalent à 547 millions de dollars.
Le 24 août 2024, le fondateur et PDG de Telegram Pavel Dourov, de nationalité franco-russe, est interpellé en France ; la Justice dit que Telegram aurait permis de faciliter des activités illégales comme trafic de stupéfiants (drogues), infractions pédocriminelles et des escroqueries. Certains politiciens comme Florian Philippot ou le propriétaire de X, Elon Musk ont protesté contre cette interpellation.

## Histoire
Telegram a été créée en 2013 par les frères russes Nikolaï et Pavel Dourov, fondateurs de VKontakte (le réseau social dominant en Russie), après que le gouvernement russe a pris le contrôle de VKontakte. Nikolai Dourov a créé le protocole de communication servant de fondement à Telegram tandis que son frère a apporté un soutien financier au projet à travers son fonds Digital Fortress.
Les deux frères, opposants de Vladimir Poutine, souhaitaient développer un moyen de communiquer hors du regard du FSB, le service secret russe chargé des affaires de sécurité intérieure.
En octobre 2013, le service comptait 100 000 utilisateurs actifs. Le 24 mars 2014, Telegram annonce 35 millions d'utilisateurs mensuels et 15 millions d'utilisateurs actifs par jour. Les tentatives de censure, à l'instar de celle du gouvernement de Corée du Sud, augmentent de façon spectaculaire la popularité du service. En décembre 2014, Telegram annonce avoir un million de nouveaux utilisateurs par semaine et que son trafic a doublé en cinq mois avec plus de deux milliards de messages par jour. En septembre 2015, Pavel Dourov annonce, à la conférence TechCrunch Disrupt, que le service a atteint 12 milliards de messages par jour.
En relation avec les attentats du 13 novembre 2015 en France, la presse fait remarquer que Telegram est une des applications préférées des djihadistes qui utilisent ses possibilités de communication chiffrée. À la suite de ces révélations, Telegram bloque 78 canaux publics en lien avec l'organisation État islamique. Le député russe Alexandre Agueïev propose de bloquer Telegram en Russie mais la proposition ne reçoit que peu de soutien.
En août 2016, les ministres de l'Intérieur allemand et français demandent à l'Union européenne de légiférer sur l'utilisation des messageries chiffrées en Europe. Par cette demande, la France et l'Allemagne visent principalement Telegram qui a été utilisée par plusieurs terroristes dans les deux pays pour communiquer de manière chiffrée.
Selon l'hebdomadaire L'Express, de nombreux dirigeants politiques français et leurs équipes utilisent cette application, à droite comme à gauche,. Sont notamment cités les équipes de François Fillon et Nicolas Sarkozy ainsi que Jean-Luc Mélenchon, Emmanuel Macron et Arnaud Montebourg, ce dernier expliquant qu'il « faut se méfier du pouvoir en place… et de ses suivants ». Pourtant, divers spécialistes critiquent la sécurité de cette application, lui préférant d'autres, notamment fondées sur un format ouvert (cf. infra, section « Sécurité »).
Depuis la version 5.9, Telegram prend en charge les animated stickers (autocollants animés) ; ce sont des animations vectorielles dans un format ouvert JSON.
De décembre 2018 à mars 2020, l'application Telegram a été utilisée dans l'affaire d'exploitation sexuelle numérique des Nth Room en Corée du Sud.
Telegram annonçait avoir franchi le cap des 500 millions d'utilisateurs actifs le 12 janvier 2021, dont 25 millions de téléchargements enregistrés en 72 heures après les évènements du 6 janvier 2021 au Capitole et la fermeture de nombreux comptes Twitter et Facebook,.
En avril 2024, Pavel Durov dans une interview à Tucker Carlson déclare que le FBI a essayé de recruter un de ses ingénieurs pour avoir un accès backdoor à la plateforme.

### Fonctions
L'application permet de créer des groupes ou des groupes de diffusion (ou canaux). Les groupes permettent d'organiser les discussions en différents sujets ("topic") qui constituent autant de sous-groupes. Les canaux permettent une diffusion descendante d'information à un grand nombre de personnes, les commentaires pouvant figurer dans un fil de discussion associé.[source insuffisante]

### Financement
La plateforme est financée depuis sa création par la fortune de Pavel Dourov. Cependant, le nombre croissant d'utilisateurs implique des coûts d'infrastructure importants. Fin 2020, les créateurs ont donc annoncé la nécessité de trouver de nouvelles sources de financement. Ainsi, dès 2021, des fonctionnalités payantes et des publicités  apparaissent. Elles apparaissent seulement sur les canaux publics de plus de 1000 abonnés. Les discussions privées n'afficheront pas de publicité. En juin 2022, un système d'abonnement dénommé Telegram Premium est lancé, offrant des fonctionnalités supplémentaires pour les abonnés (comme de nouvelles réactions, ou la possibilité de rejoindre plus de canaux différents) ; cette souscription est cependant optionnelle, et la messagerie reste utilisable gratuitement.

### Censure

Carte des pays bloquant Telegram
Pays bloquant totalement
Pays bloquant partiellement

Telegram est censurée ou voit sa disponibilité restreinte dans différents pays.

#### Censure en Russie
Le 13 avril 2018, un tribunal de Moscou ordonne le blocage de Telegram en Russie, au motif qu'elle a refusé de fournir au FSB les clés permettant de lire les messages des utilisateurs.
Selon la position des tribunaux russes sur la base de la « Loi Iarovaïa », Telegram est tenue de stocker les clés de chiffrement de toute la correspondance de l'utilisateur et de les fournir à la demande du FSB,. La direction de Telegram insiste sur le fait que cette exigence est techniquement impraticable (les clés sont stockées sur les appareils des utilisateurs et ne parviennent pas jusqu'aux serveurs de la messagerie), et contredit également la constitution russe.
Une semaine après l'arrêt, Roskomnadzor (le Service fédéral de supervision des communications) a bloqué 19 millions d'adresses IP, dont beaucoup appartenant à Amazon Web Services ou Google Cloud, afin de bloquer Telegram, qui « jongle » avec ces adresses pour permettre les communications. Utilisée avec succès, un an auparavant, contre Zello (en), la manœuvre a évidemment eu des effets collatéraux importants, entre autres sur le réseau MasterCard ou l'appli TamTam de Mail.Ru. Roskomnadzor a depuis réduit la portée de l'opération, tandis que le gouvernement a maintenu la pression sur Apple afin que la société cesse de proposer l'appli sur son AppStore.
Telegram est finalement toujours utilisable en Russie, y compris par certains fonctionnaires et organismes d'État. Elle est officiellement débloquée par Roskomnadzor le 18 juin 2020,.
Bien qu'Apple ait refusé de céder sur ce point (alors qu'il l'a fait en Chine), il a accepté, en revanche, avec Google, de bloquer (en avril 2018) la technique du « domain fronting », sous la pression de Moscou,. Cette technique est aussi utilisée par le réseau Tor ou l'application Signal.

#### Censure en Inde
Depuis avril 2019, les plus importants FAI d'Inde bloquent les accès à l'ensemble du domaine du service Telegram,.

#### Censure au Népal
Le 18 juillet 2025, considérant que l'application était utilisée « à des fins criminelles » et en raison du « manque de collaboration avec les autorités », le gouvernement népalais a ordonné le blocage de celle-ci au Népal.

### ICO et projet TON
En janvier 2018, Telegram révèle son intention de procéder à une ICO pour lever près d'un milliard de dollars et développer une plateforme de services décentralisés, basée sur sa propre blockchain. L'objectif est de créer une cryptomonnaie échangeable sur le réseau qui s'appellerait grams et qui permettrait des millions de transactions par seconde, alors que Bitcoin et Ethereum sont limités respectivement à sept et quinze transactions par seconde. Ce projet intitulé TON (Telegram Open Network) attire immédiatement de riches investisseurs qui déboursent plus d'un milliard de dollars. Cependant la Securities and Exchange Commission (SEC), qui contrôle les marchés financiers américains, fait avorter le projet pour divers motifs — notamment l'utilisation de l'argent des investisseurs pour payer les dépenses de Telegram. La société doit également payer une amende de 18,5 millions de dollars et rembourser ses investisseurs à hauteur de 1,22 milliard de dollars.

## Caractéristiques

### Compte
La création d'un compte se fait de façon similaire à TOX (Logiciel libre), LINE, WhatsApp ou WeChat avec une vérification par SMS ou appel téléphonique. Il est possible d'accéder à son compte et de recevoir ses messages à la fois sur mobile et ordinateur. Il est possible de créer un pseudonyme afin d'envoyer et recevoir des messages sans divulguer son numéro de téléphone. Les comptes peuvent être supprimés à tout moment et le sont automatiquement après une durée d'inactivité paramétrable (6 mois par défaut).

### Messages
Les messages sont chiffrés via un procédé de chiffrement maison nommé MTProto (cryptographie symétrique) et transitent via les serveurs de Telegram. Les messages sont déchiffrables pour Telegram LLC et stockés durablement sur les serveurs de celle-ci. Les utilisateurs peuvent envoyer des messages, photos, GIFs animés (transformés au format MPEG-4), vidéos, fichiers sons et URL ainsi que des documents. La taille limite des pièces jointes est de 2 Go. Il est possible d'envoyer des messages groupés ainsi que de créer des canaux publics. Les messages peuvent contenir des mots dièse (« hashtags »), permettant de les retrouver ensuite au moyen de la fonction de recherche. L'avertissement à un utilisateur se fait via le symbole arobase (@). Les URL envoyées sont décodées et permettent d'afficher directement l'image s'il s'agit d'une image, ou un entête et une image, s'il s'agit d'une page web.
Fin mars 2019, Telegram annonce qu'un utilisateur peut désormais supprimer tous les messages d'une conversation à laquelle il a participé sur tous les téléphones des participants aux échanges. Pavel Durov, explique que cette nouvelle fonctionnalité permet aux utilisateurs de contrôler leur historique numérique.

### Les discussions secrètes («secret chats»)
Une option de Telegram permet d'envoyer des messages chiffrés de bout en bout qui ne sont accessibles que sur l'appareil ayant initié ou accepté la discussion. L'invitation et l'acceptation de la discussion secrète scellent l'envoi automatique des clés de chiffrement. Il est possible de fixer une autodestruction des messages dans la discussion secrète.
Les discussions secrètes sont seulement disponibles sur les versions Android, iOS et macOS.
D'après Telegram, le secret chat atteindrait le niveau de confidentialité persistante,.

### Les salons vidéo
Aujourd'hui, les groupes Telegram peuvent abriter des salons vidéos – des vidéoconférences persistantes que les membres peuvent rejoindre et quitter à leur guise. La 12e mise à jour du 23 décembre 2020 a apporté les salons vocaux. Celle du 30 juillet 2021 permet maintenant d'utiliser des salons vidéo avec des fonctionnalités proches du célèbre logiciel de visioconférence Zoom.
N'importe quel groupe Telegram peut maintenant devenir un salon permanent de discussion vidéo. Les salons vidéos fonctionnent parallèlement aux échanges classiques de texte et de médias, apportant au groupe une dose de vie et de discussion éphémère. Ils peuvent être utilisés comme des espaces virtuels de travail en équipes, ou comme des salons informels pour n'importe quelle communauté.
Bien que les salons vidéos ne soient pas des appels de groupe, ils peuvent permettre d'atteindre des objectifs similaires. Dans les canaux, une diffusion vidéo est possible, ce qui s'apparente à de la télévision numérique.

### Robots
Depuis juin 2015, la plateforme Telegram est accessible aux développeurs externes afin de créer des robots. Ces derniers sont des comptes Telegram opérés par des programmes informatiques. Ils peuvent lire et répondre à des messages ou être ajoutés à des groupes. Selon le fondateur de Telegram, l'une des sociétés créant ces robots aurait eu une proposition de rachat se chiffrant en dizaines de millions de dollars, symbole selon lui de la valeur de Telegram.

### Logiciel libre
Telegram Messenger n'est que partiellement libre. Tous les clients sont libres tandis que le code source côté serveur reste propriétaire. En avril 2019, Telegram a indiqué que le code source des serveurs devrait cependant être rendu public. Selon Pavel Dourov, basculer totalement en logiciel libre demanderait une refonte majeure de l'architecture de Telegram[réf. nécessaire].

### Autocollants
Telegram comporte une API pour des autocollants (stickers) vectoriels, pouvant également comporter des images bitmap, distribués sous forme de packs. Il comporte des autocollants statiques ainsi que des autocollants animés vectoriels.
Les autocollants animés reposent sur le format Lottie d'Airbnb, lequel encode en JSON des animations After Effects et a adapté pour cela son lecteur bodymovin qui est sous licence MIT. La version « desktop » (de bureau) utilise une version avec rustine (« patch ») du lecteur qtLottie distribué sous licence GPLv3.

### Apple Watch
Une application Apple Watch de Telegram est disponible depuis le 24 juin 2015 et la version 3.0 de Telegram.
Il est possible sur cette version d'afficher les discussions récentes, de répondre à des messages avec des autocollants, des emoji, des phrases prédéfinies et du texte dicté. Il est également possible d'afficher les profils utilisateurs et les groupes ainsi que de démarrer de nouvelles discussions.
Depuis septembre 2022 l'application n'est plus disponible sur Apple Watch. Le support de Telegram indique que cela vient d'une incompatibilité de l'application avec le nouveau système watchOS 9.
Il existe quelques applications tierces qui permettent de continuer d'utiliser Telegram sur Apple Watch comme Nanogram Messenger.

## Controverses

### Développement de contenus d'extrême droite
La diffusion de contenu politique est très courante sur Telegram, particulièrement au sein des groupes d’extrême droite. Ces derniers sont hautement actifs sur la plateforme, qu’il s’agisse de canaux de discussions privés ou publics. Les groupes affiliés à l’extrême droite usent de la plateforme à différentes fins : 
- Militantisme public – communication politique : cette utilisation a pour but de propager des idées spécifiques de groupuscules d’extrême droite tels que Génération identitaire dont la page de discussion publique rassemble plus de 6 000 abonnés[réf. nécessaire]. Dans ce cadre de diffusion publique, les contenus partagés se limitent à la communication de leurs actions comme des collages ou des manifestations.
- Militantisme privé – organisation d’actions ou simple diffusion d’idées dans des cercles restreints : le cadre privé sous-entend que la conversation est accessible via un lien, auquel tout le monde n’a pas accès. Ainsi, la nature des contenus change radicalement et on observe la diffusion de messages racistes, antisémites, homophobes, complotistes, etc. Il s’agit d’une diffusion de contenus haineux ainsi qu’à des fins de désinformation sans aucune restriction [66]. Un article de Heidi Schulz met également en lumière comment les règles de modération de contenu sur Telegram (quasiment absentes) permettent une diffusion de propos tels que cités précédemment, faisant de cet outil numérique un refuge pour les groupes extrémistes[67].

Telegram est devenu un refuge pour les extrémistes d'extrême droite, leur permettant de contourner les régulations plus strictes des plateformes grand public comme Facebook ou Twitter. Cette plateforme joue un rôle central dans la diffusion de discours de haine, la radicalisation et même l'organisation d'attentats violents.
Une étude du Institute for Strategic Dialogue (ISD) a analysé 238 canaux publics d'extrême droite entre janvier et septembre 2021, révélant que ces groupes utilisent massivement Telegram pour diffuser des liens vers d'autres plateformes moins régulées, mais surtout pour partager des contenus violents et conspirationnistes. Parmi les messages collectés, une grande partie promeut des idéologies néonazies et des théories du complot. Telegram sert également de lieu pour organiser des communautés autour de ces idéologies, loin du regard des autorités ISD.
Un autre rapport, du Southern Poverty Law Center, a montré que les groupes d'extrême droite, notamment ceux prônant l'accélérationnisme (une idéologie qui appelle à la violence pour précipiter une guerre raciale), continuent de croître sur Telegram malgré des tentatives de modération. Par exemple, un réseau néonazi a vu sa base d’abonnés croître de plus de 2000 % entre 2019 et 2020 après avoir été restreint sur la plateforme Southern Poverty Law Center. Ces communautés partagent fréquemment des instructions pour fabriquer des armes ou des explosifs et glorifient des attaques terroristes telles que celles de Christchurch et de Halle.
Les statistiques révèlent également que l’extrême droite utilise Telegram pour recruter de nouveaux membres, souvent par le biais de contenus visuels et humoristiques comme les mèmes. Ces derniers simplifient la diffusion de la propagande et rendent les idées extrémistes plus accessibles au grand public, notamment les jeunes, tout en minimisant la perception de la gravité du message GNET.

### Sécurité
Le protocole créé par Nikolaï Dourov repose sur un chiffrement AES-256 mais demeure fermé et propriétaire.
Pour cette raison, certains chercheurs, dont Bruce Schneier, ont émis des doutes quant à la robustesse des moyens de cryptographie employés,, soulignant le caractère hasardeux de la création d'un nouveau cryptosystème par des non-spécialistes et l'opacité entourant son fonctionnement et ses caractéristiques, une pratique relevant de la « sécurité par l'obscurité ». B. Schneier estime ainsi que pour la confidentialité, l'application est inférieure à Signal ou même à WhatsApp mais qu'en revanche, elle fonctionne très bien là où les réseaux Internet sont de mauvaise qualité, d'où sa popularité en Iran ou en Afghanistan. La raison principale pour laquelle la Russie essaie ainsi de bloquer Telegram serait, selon lui, que l'application permet une diffusion anonyme via les canaux publics : en d'autres termes, Moscou saurait sans doute déchiffrer les communications mais l'application favoriserait les formes de « journalisme citoyen ». L’ONG Electronic Frontier Foundation (EFF) souligne que les salariés de Telegram ont la possibilité technique de lire les messages et qu’on ne peut être sûr qu’ils ne livrent pas d’informations sur ces messages à un acteur public ou privé.
Le 19 décembre 2013, Pavel Dourov a annoncé qu'il offrait 200 000 dollars en bitcoin à quiconque réussirait à casser le chiffrement de Telegram. Un an plus tard, il a renouvelé le défi en augmentant la somme de 100 000 dollars pour quiconque arriverait à casser celui des discussions secrètes. Les conditions du défi lancé ont cependant fait l'objet de critiques accusant les développeurs de rendre l'exercice artificiellement impossible.
Le chercheur en sécurité informatique Alex Rad avait émis des doutes quant à l'ancien mode d'identification sur Telegram. En 2015, un code à usage unique était envoyé par SMS lors de l'inscription d'un nouvel appareil. Il aurait en effet été possible, selon lui, d'intercepter ce code afin d'usurper une identité. Aujourd'hui ce mode d'identification a changé au profit d'un QR code à scanner via l'application sur téléphone.
Le 10 juillet 2015, Telegram a connu en Asie-Pacifique une attaque par déni de service massive de 200 Gbit/s. Le service a été temporairement inactif pour 5 % des utilisateurs sans pour autant compromettre la sécurité des communications,.
Le 3 août 2016, l'agence Reuters fait part d'un « hack massif susceptible de menacer la vie privée d'activistes, de journalistes ou d'autres personnes aux postes clés en Iran ». Les métadonnées publiques de 15 millions de comptes d'utilisateurs iraniens de Telegram auraient été collectées. En Iran, le gouvernement propose sa propre version du client Telegram qui inclut probablement des portes dérobées.
En janvier 2018, le cryptographe Moxie Marlinspike déclare à propos de Telegram dans un article du Monde que le chiffrement de bout en bout n'est pas présent dans les conversations de groupe, contrairement à une idée répandue.
Enfin, selon l'ingénieur Elies Campo, qui a travaillé dans la société, « le chiffrement entre un usager
et le serveur pourrait être désactivé sur un compte déterminé » si Pavel Durov le désirait.
À la suite de l'arrestation et inculpation de Pavel Dourov à Paris le 24 août 2024, un certain nombre de paramètres de sécurité ont évolué. Par exemple l'adresse IP et le numéro de téléphone d'un compte Telegram peuvent être fournis aux autorités sur requête judiciaire. Alors que jusqu'à présent Telegram se targuait de ne fournir aucune information à aucune autorité. Dans le même temps, la plateforme supprimait la fonctionnalité jugée controversée "People Nearby" (en français « Personnes à proximité »), qui permettait jusqu'alors aux utilisateurs de découvrir des groupes locaux ou d’échanger des contacts en fonction de leur position géographique.

### Délits et criminalité

#### Terrorisme
Une étude du Centre for Research and Evidence on Security Threats (CREST) a analysé 7,8 millions de publications sur 1 911 canaux jihadistes. Les résultats montrent que la plateforme est utilisée non seulement pour le partage de propagande, mais aussi pour l'organisation d'attaques et la formation de militants isolés. “Les “entrepreneurs virtuels” de L’Etat islamique étaient également responsables de « diriger 19 des 38 attaques liées à l'EI en Europe occidentale de 2014 à 2016 » en organisant des conversations avec des recrues sur des médias sociaux alternatifs, notamment Telegram.” selon une étude de Walther, Samantha et Andrew McCoy dans Perspective on terrorism.
Une étude du Counter Extremism Project a également révélé que les recruteurs de l'Etat islamique utilisent Telegram non seulement pour diffuser de la propagande, mais également pour fournir des instructions spécifiques sur la fabrication d'engins explosifs improvisés (IED). Ces instructions sont généralement partagées sur un canal privé et sécurisé via une vidéo ou un document PDF. Cela met en évidence l’importance cruciale de Telegram dans la préparation technique des attaques terroristes.
En 2019, Telegram a pris des mesures pour coopérer avec les autorités et contribuer à la suppression des contenus terroristes, notamment avec Europol et le Global Center for Combating Extremist Ideology (Etidal). Cette collaboration a conduit à la suppression de plus de 129 millions de contenus extrémistes et à la fermeture de plus de 14 500 canaux terroristes entre 2022 et 2024,. Cependant, malgré ces efforts, les experts en lutte contre le terrorisme notent que l’État islamique a développé des moyens pour contourner ces interdictions, notamment en utilisant des messages temporaires et des liens à accès limité pour rejoindre des groupes.
Selon un rapport d’Europol, malgré les efforts continus pour supprimer les contenus violents, l'Etat islamique et ses partisans ont eu recours à des techniques sophistiquées pour réapparaître sur la plateforme après l'interdiction. Malgré les plus de 625 000 contenus liés à des groupes terroristes supprimés entre 2018 et 2020, grâce au partenariat de Telegram avec le Centre mondial de lutte contre l'idéologie extrémiste ; ces groupes créent de nouveaux canaux et utilisent des bots pour recruter des sympathisants et organiser des attaques.

#### Trafic de drogues
La plateforme Telegram, sert d'outil pour l'organisation de la criminalité, notamment en matière de trafic de drogue. Elle facilite, en effet le commerce de drogue en offrant aux dealers un espace sécurisé et anonyme pour interagir avec leurs clients, grâce à des fonctionnalités telle que l'anonymat, la suppression automatique des messages ou bien l'absence de carte SIM. Telegram offre donc la possibilité de créer des communautés discrètes où les transactions peuvent se faire rapidement, avec un risque réduit de détection policière.
Matías Dewey et Andrés Buzzetti  dans l'article Easier, faster and safer: The social organization of drug dealing through encrypted messaging appdécrivent les communautés présentes sur Telegram comme étant des « organisations partielles » comparables aux marchés traditionnels puisque les administrateurs établissent les règles, contrôlent l'accès et surveillent les interactions sans posséder les produits vendus.
L'anonymat et la régulation par les administrateurs donnent une impression de sécurité autant pour les acheteurs que pour les vendeurs, ce qui favorise l'achat et la vente de drogue, les acteurs étant confortés par un sentiment d'exposition moindre à la police. Payer de manière virtuelle accentue ce sentiment d'impunité.

#### Trafic d'êtres humains
Une enquête publiée dans le journal Le Monde révèle qu'entre 2014 et 2019, Telegram aurait permis le développement par l’État Islamique d'un vaste trafic d'êtres humains, en hébergeant un marché virtuel où des otages (principalement issus de la minorité yézidie) étaient achetés ou vendus aux enchères par les djihadistes.

#### Pornodivulgation
Certains utilisateurs de l'application l'utilisent pour pratiquer la pornodivulgation, en 2020 par exemple, des canaux de communication appelés « fisha », rassemblant jusqu’à 200 000 personnes, étaient utilisés pour diffuser des photos et vidéos intimes de jeunes femmes sans leur consentement.

#### Pédocriminalité
Selon l'association finlandaise Protect Children, 48 % des consommateurs de contenu pédocriminel citent Telegram comme leur principale plateforme d'usage. Sous la pression des gouvernements, notamment français, Telegram a renforcé sa régulation visant la pédocriminalité, en supprimant plus de 2 000 canaux de discussion liés à ces contenus, et en déployant des bots automatisés pour détecter ces infractions à l'aide d'une équipe dédiée à leur suppression.

### Désinformation
Selon l’Unesco, la moitié des contenus liés à la Shoah sur Telegram sont négationnistes. Telegram tend à être considérée comme une messagerie privée, ne répondant donc pas aux exigences de la communication publique, contrairement à Facebook, Twitter, Google, TikTok et Instagram. Pourtant en 2022, l'Allemagne sanctionne Telegram au titre de la « NetzDG », chargée de sanctionner les contenus haineux sur les réseaux sociaux, et lui inflige une amende de 5 millions d’euros.
Pendant l'invasion de l'Ukraine en 2022, l'application est un outil de diffusion massive de désinformation. VoxCheck a trouvé entre le 24 février et le 15 novembre 2022, 5 576 comptes qui diffusaient de la propagande et de la désinformation quant à l'agression russe de l'Ukraine.
Telegram est également le lieu de naissance et surtout de diffusion de théories du complot (“conspiracy theories”), dont le caractère viral est facilité par les modes de communication existant sur la plateforme. Il est possible de créer de fausses chaînes de personnes célèbres, d’institutions ou de journaux, qui sont combinées avec la fonctionnalité permettant de retransférer de très nombreuses fois un contenu sur différents canaux de diffusion. Cela crée les conditions idéales pour le développement de ces théories. Dans l’article Uncovering the Dark Side of Telegram : Fakes, Clones, Scams, and Conspiracy Movements (par Massimo La Morgia, Alessandro Mei, Alberto Maria Mongardini et Jie Wu) les auteurs prennent l’exemple de la théorie “Sabmyk”, une quasi-religion organisée autour d’une figure messianique et comptant plus d’un million de membres répartis sur une centaine de canaux Telegram. Combinant cette communauté avec les caractéristiques de l’algorithme de Telegram, les théories prennent de l’ampleur avec une rapidité inédite. Cet exemple permet de réfléchir sur le développement plus global des théories du complot en politique favorisé par ces plateformes qui échappent encore aux régulations en place aujourd’hui, et qui contribuent à la polarisation des débats.

### Arrestation de Pavel Dourov
Cette mise en examen est une première mondiale. Les pays étaient unanimes quant à leur manière de considérer Telegram mais personne ne faisait changer les choses. Ce n’est pas tous les jours qu’un milliardaire se fait arrêter, il fallait beaucoup de moyens pour monter le dossier et pas beaucoup de pays pouvaient le faire. Selon plusieurs articles du journal Le Monde, on observe un changement de comportement du tout au tout de Pavel Durov à la suite de son arrestation. Il a déclaré le 23 septembre 2024 que « son réseau social avait mis en place de nouvelles mesures visant notamment les personnes qui ne respectent pas nos règles pour vendre des produits illégaux » et que « des informations basiques sur les utilisateurs pourront être transmises à la justice. » Jusqu’à peu, les règles affichées sur le site de Telegram annonçaient que ces informations n’étaient transmises à la justice que dans les dossiers de terrorisme.
C’est donc un changement radical pour cette application qui avait toujours revendiqué son principe de non-collaboration avec les autorités et la justice de tous les pays.
Des critiques sur cette arrestation ont également fusé du côté français. En effet, s'il est d’une grande facilité d’avoir des activités illégales voire dangereuses pour la sûreté des États sur Telegram (comme la facilité de transfert de contenu erroné aussi appelé fake news, d’un groupe à un autre et donc de toucher un maximum de personnes en un temps record), l’État impute une culpabilité de complicité au PDG de Telegram ce qui est un abus juridique selon certains comme les avocats Gabriel Vejnar et Romain Ruiz. En effet, selon le code pénal et l’article L 121-7, il faut que l’action du mis en cause soit d’avoir volontairement aidé à la réalisation d’un crime ou délit. Or, Telegram est accusé d’avoir une politique trop souple, dans le sens où elle protège à excès la confidentialité de ses utilisateurs, mais ne peut pas être poursuivie pour complicité puisque l’application en elle-même est passive. Effectivement, elle ne met pas en avant les contenus illicites ou erronés, elle laisse simplement ses utilisateurs se les échanger.

#### Libertés individuelles entravées et surveillance d'État
Matt Taibbi, publie dans Le Monde diplomatique un article intitulé : « Affaire Telegram, la France asservie » et expose plusieurs critiques du comportement de l'État français vis-à-vis de Telegram. Il explique que  l'État français et plus largement les États européens, ont complètement changé leurs comportements vis-à-vis des pratiques de surveillance numérique. Quelques années après l'affaire Snowden sur la NSA et les écoutes des dirigeants européens, la France met en place les mêmes techniques de surveillance que les États-Unis qui avaient pourtant provoqué de grandes indignations : « Le gouvernement français exige de pouvoir mettre en œuvre la surveillance du même type que celle qui avait suscité son ire lors des accidents NSA Snowden. » Taibbi dénonce une entrave à la liberté de communiquer et un désir de l'État français de surveiller les communications en contrôlant les acteurs privés du numérique : « Leur projet consiste en réalité à faire de la liberté d'expression un privilège sous contrôle privé, et à ériger les milliardaires qui détiennent les plateformes les partenaires de la surveillance et de la censure d'État. » Il craint donc la mise en péril de la liberté d'expression et la liberté de communiquer sans être écouté : « La liberté d'expression s'inscrira bientôt dans un environnement contrôlé par le secteur privé, et où la liberté d'expression des citoyens sera encadrée. »  Enfin, en conclusion de son article, Taibbi explique que cette volonté de contrôle de Telegram avec la collaboration de Pavel Dourov traduit la volonté de l'État français d'intégrer dans son appareil d'État les plateformes numériques privées.
Restriction par l'Ukraine de l'utilisation de Telegram
En septembre 2024, l'Ukraine a décidé d’interdire l’usage professionnel de Telegram « au sein des agences gouvernementales, des infrastructures militaires et celles de certains secteurs critiques » . Les autorités ukrainiennes craignaient alors que l'application ne soit utilisée par la Russie pour « mener des cyberattaques ou encore à des fins de géolocalisation ».

#### Interdiction dans les régions du Caucase du nord en Russie
En mars 2025, Un ministre de la république russe de Tchétchénie a critiqué la décision du gouvernement fédéral russe, de bloquer l'application de messagerie Telegram dans la région du Caucase du nord en Russie, pour des raisons de sécurité, qualifiant cette décision d'« irrationnelle » et de « préjudiciable ».

## Prix et reconnaissances
- Libre Android Application de l'année, janvier 2015[106]
- Wayerless Application de l'année, décembre 2014[106]
- The Europas Fastest rising startup award, juin 2014[107]